# فيليكس جي. أرويو
فيليكس جي. أرويو (بالإنجليزية: Felix G. Arroyo)‏ هو سياسي أمريكي، ولد في 25 مايو 1979 في بوسطن في الولايات المتحدة. حزبياً، نشط في الحزب الديمقراطي.

## وصلات خارجية
- الموقع الرسمي